# Función vital
Función vital es, en biología, cualquiera de los tres procesos o funciones que tiene que realizar la especie : nutrición (que incluye la respiración), interacción (relación), reproducción sexual y asexual.

## Homeostasis
Los seres vivos tienen la capacidad de intercambiar con el medio que les rodea materia y energía. Toman del medio las sustancias nutritivas y la energía que necesitan para vivir y expulsan al medio las sustancias de desecho  los siguientes procesos:
- Ingestión.Los alimentos no pueden ser utilizados directamente y sufren un proceso denominado digestión por el que se transforman en sustancias reutilizables por las células.

- Metabolismo. La energía y los materiales necesarios para vivir. Existen dos tipos de metabolismo: el catabolismo y el anabolismo.

- Excreción.Podemos distinguir dos procesos: la excreción, es decir, la expulsión de sustancias de desecho del metabolismo, como el dióxido de carbono, la orina, el sudor;  la secreción, es decir, la expulsión de sustancias útiles para el organismo como las lágrimas, la saliva, etc.

La función de nutrición.Es la supervivencia de los seres vivos, ya que les permite crecer, desarrollarse, renovar los tejidos dañados o deteriorados y disponer de la energía necesaria para el funcionamiento del organismo.
Hay dos tipos de nutrición: la autótrofa  y la heterótrofa.
- En los seres vivos autótrofos la materia orgánica que constituye su alimento, se sintetiza a partir de sustancias inorgánicas sencillas (H2O, CO2 y sales minerales) y utilizando una fuente de energía. El autótrofo más común en los seres vivos es la fotosíntesis, que utiliza como fuente de energía la luminosa procedente del Sol y que es captada por un pigmento denominado clorofila.
- Los seres vivos heterótrofos no pueden fabricar la materia orgánica que constituye su alimento y tienen que tomarla del medio: comiéndose a otros seres vivos, sus productos o sus restos.

## Relación (interacción biológica)
La interacción biológica es la relación entre los organismos en un ecosistema. En un ecosistema no existen organismos viviendo totalmente aislados de su entorno.

## Reproducción
Es la capacidad de los seres vivos de crear nuevos seres similares en su anatomía y en su fisiología a sus progenitores. Todos los organismos poseen esta capacidad, necesaria para que la especie siga existiendo.
La función de reproducción no es fundamental para la supervivencia de un ser vivo. Sin embargo, la reproducción es fundamental para el mantenimiento de la vida misma, ya que si los seres vivos no se reprodujeran las especies se extinguirían. 
Hay dos grandes tipos de reproducción: la reproducción asexual y la reproducción sexual.
- La reproducción asexual se produce cuando no intervienen células especializadas y no hay intercambio genético, por lo que los descendientes son genéticamente idénticos a su progenitor.
- La reproducción sexual se produce cuando intervienen células especializadas (gametos) de diferente sexo y ocurre una mezcla de la información genética contenida en ellas.

Mediante la reproducción los progenitores crean nuevos individuos, sus descendientes. Es decir, la continuidad de la especie depende de la transmisión, de progenitores a descendientes, de unas determinadas características que se heredan de generación en generación.